# Mario Velásquez Roque
Mario Velásquez Roque (Tacna, 1951) es un médico y político peruano.

## Biografía
Nació en Tacna, Departamento de Tacna, el 23 de mayo de 1951. Luego de sus estudios escolares, ingresa en 1971 a la Universidad Nacional de San Agustín de Arequipa para seguir estudios de Medicina, los cuales concluye en 1982. Desde el año 1984, trabaja en el Hospital de Sicuani-MINSA.
Fue miembro del Directorio de Corde-Cusco y de la Junta Directiva de la Asamblea Regional Inka.
Ingresa a la política postulando encabezando la Lista de Izquierda Unida, logrando la alcaldía provincial de Canchis para el periodo 1999-2002. Logra la reelección en la lista del Frente Unido de  Izquierda. Luego, postula sin éxito, a una tercera reelección al sillón municipal por el Frente Unido por el Desarrollo de Canchis, así como al cargo de Congresista de la Nación, por el Movimiento Independiente Somos Perú. Luego encabeza la Lista del Frente para el Desarrollo de Canchis, no logrando ser eleccto. Para el periodo 2007-2010, gana nuevamente la alcaldía postulando por el Partido Unión por el Perú en las elecciones regionales y municipales del Perú de 2006.